# Радивој Каленић
Радивој Каленић (Чуруг, 1881 — Нови Сад, 1955) српски је доктор стоматологије, један од управника Глевне покрајинске болнице у Новом Саду и председника Подружнице Српског лекарског друштва за Војводину.

## Живот и каријера
Рођен је 1881. године у Чуругу, тада у Аустроугарској. Након дипломирања на Медицинском факултету у Пешти 1906. године, лекарском праксом почео је да се бави у Нови Саду.
По наговору зета др Душана Митровића Спирте (специјалиста за болести уста и зуба), специјализирао је болести уста и зуба.
По завршеној специјализације са зетом др Митровићем отварили су две зубне ординације на Трифковићевом тргу 3 у Новом Саду. У ординацијама су пружали, за оно време, најсавременије стоматолошке услуге — конзервативно лечење зуба, лечење канала корена зуба и лечење пародонтопатије (која се у то време називала пиореја зуба), што је и била ужа специјалност др Каленића.
Кда је при друштву „Фрушка гора” основана Зимско спортска секција (са преко 100 смучара), за  Начелник секције изабран је  др Радивој Каленић. Под његовим руководством поред многобројних скупних смучарских излета на Фрушку гору, секција је организовала и изводила бесплатну обуку почетника у смучању, и велики број излета у Крањску Гору, Јахорину, Копаоник, Планицу, Земеринг, Рудник.
Током Другог светског рата др Радивој Каленић је са осталим новосадаским лекарима повремено учествовао у раду Дечије болнице, која је у основана у оквиру Болница српских православних црквених општина Епархије бачке  у Новом Саду  на  иницијативу и уз подршку Епископа Иринеја, током рата.
Након завршетка Другог свестког рата у периоду од 1944 — 1946. године др Радивој Каленић је обављао дужност управника Главне покрајинске болнице у Новом Саду.
Након што је у тек ослобођеној Југославији обновљен рад Лекарских друштава, Оснивачка скупштина Подружнице Српског лекарског друштва за Војводину са седиштем у Новом Саду одржана је 26. септембра 1946. године, а уз присуство делегата из целе Покрајине. Дана 3. априла 1947. године одлуком Министарства народног здравља и Повереништва за народно здравље Покрајине, Подружница је добила службене просторије и отпочела са радом.  За првог председника огранка Подружнице изабран је др Радивој Каленић. Ову дужност обављао је у периоду од 1946 до 1954. године.